# Železniční trať Neuchâtel–Pontarlier
Železniční trať Neuchâtel–Pontarlier, známá také jako trať údolím Val de Travers nebo trať Franco-Suisse, je jednokolejná železniční trať standardního rozchodu provozovaná Švýcarskými spolkovými drahami (SBB) a francouzskou státní železniční společností SNCF Réseau. Spojuje švýcarské město Neuchâtel s Francií.

## Historie

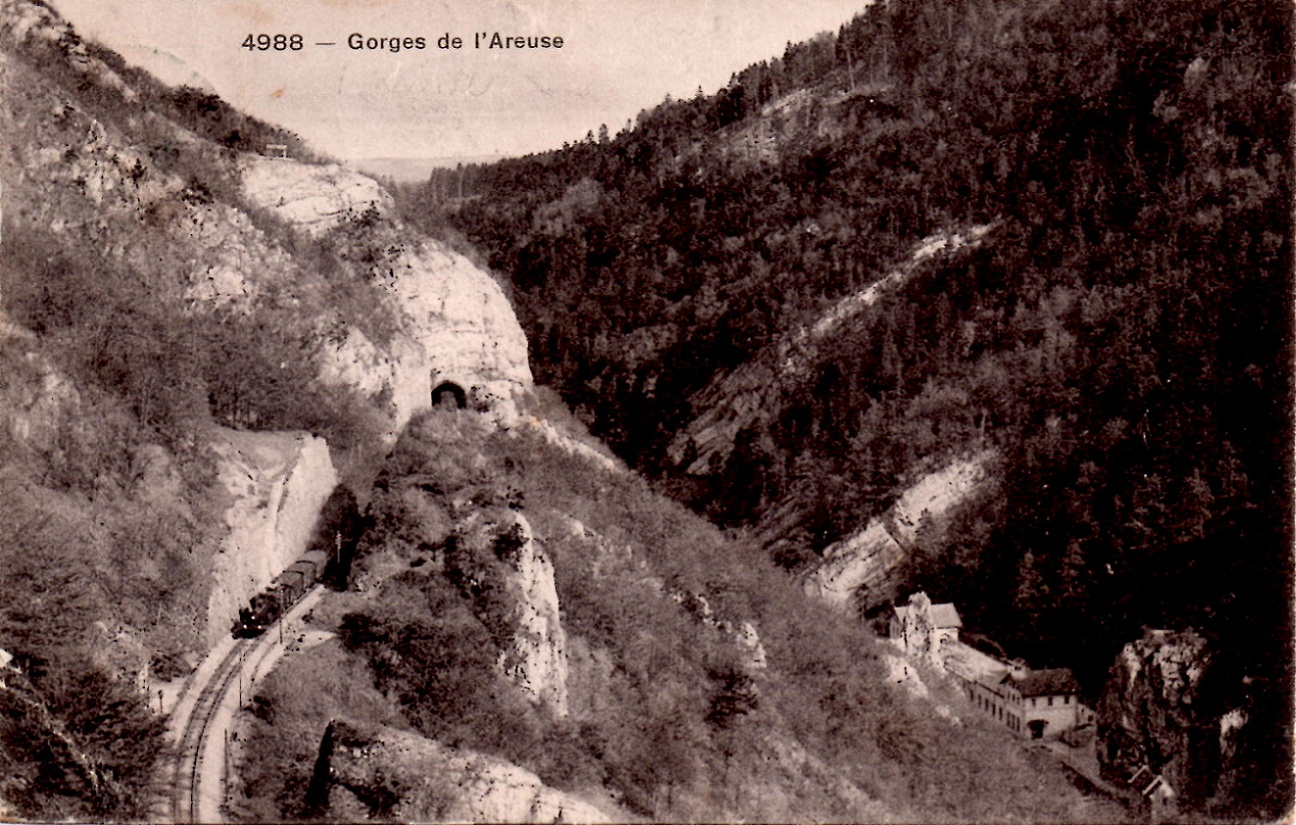
Parní vlak v soutěsce řeky Areuse u stanice Bôle (1921)

Trať Auvernier–Pontarlier byla uvedena do provozu 25. července 1860. Během výstavby vznikly spory o to, kde má být umístěna železniční stanice Neuchâtel. Již postavený úsek byl opuštěn a použit pro trať Neuchâtel–La Chaux-de-Fonds. Trať do pohraniční stanice Les Verrières patřila švýcarské společnosti Compagnie Franco-Suisse (FS), úsek z Les Verrières do Pontarlier francouzské Paris-Lyon-Méditerrané (PLM). Úsek do Auvernier byl otevřen společností Franco-Suisse 7. listopadu 1859 jako součást trati Neuchâtel–Vaumarcus. PLM byla zpočátku pověřena provozem celé trati.
Pohraniční městečko Les Verrières se proslavilo přechodem poražené Bourbakiho armády v prusko-francouzské válce v roce 1871. Dne 22. března 1871 došlo u Colombier při odvozu internovaných vojáků k vážné železniční nehodě.

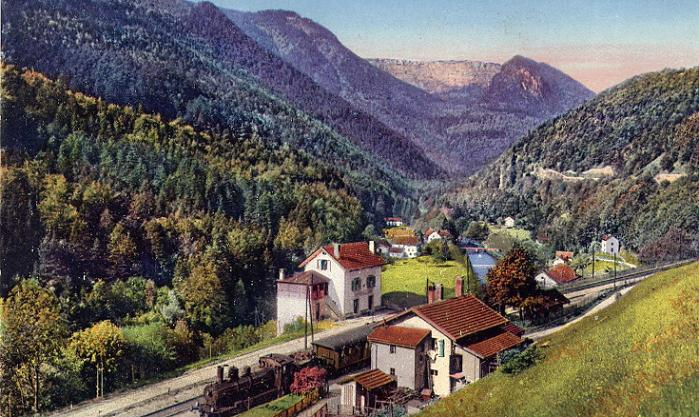
Železniční stanice Champ-du-Moulin, v pozadí útvar Creux du Van

Švýcarský úsek byl 1. ledna 1872 sloučen v dráhu Suisse-Occidentale (SO), 28. června 1881 ve společnost Suisse-Occidentale-Simplon (SOS) a 1. ledna 1890 ve společnost Jura-Simplon (JS). Po znárodnění JS byl švýcarský úsek trati 1. května 1903 převeden na Švýcarské spolkové dráhy (SBB), které od 22. listopadu 1942 provozují trať v elektrické trakci při standardním střídavém napětí 15 kV a frekvenci 16,7 Hz.  V Les Verrières převzaly prozatím provoz parní lokomotivy francouzské železniční společnosti Société nationale des chemins de fer français (SNCF).
Společnost PLM, vlastník francouzského úseku trati, byla 1. ledna 1938 znárodněna a začleněna do SNCF. Pro urychlení elektrifikace z Les Verrières přes Pontarlier do Dole získala SNCF finanční podporu ze Švýcarska. Úsek z Les Verrières do Pontarlier byl od 3. června 1956 vybaven švýcarským napájecím systémem 15 000 V 16,7 Hz, takže švýcarská hnací vozidla mohla opět projíždět až do Pontarlier. Na trati z Pontarlier do Dole byl 25. dubna 1958 zahájen elektrický provoz se střídavým napětím 25 kV 50 Hz.

## Popis trati
Vlaky do údolí Val de Travers jezdí po trati po úbočí Jury do Yverdonu až do Auvernier. Trať pak stoupá vinicemi do Bôle a nabízí pěkné výhledy na Neuchâtelské jezero. Pokračuje do kopce do soutěsky řeky Areuse, kde trať vede mezi skalami a přes četné mosty. Regionální vlaky se křižují ve stanici Champ-du-Moulin, odkud je vidět slavný skalní útvar Creux du Van. Trať pokračuje přes Noiraigue do Travers, odkud většina vlaků pokračuje po trati TRN do Buttes. Trať do Pontarlier pokračuje do kopce kolem bývalých zastávek Couvet, Boveresse a Les Bayards. Všechny osobní vlaky projíždějí přes Les Verrières, pohraniční stanice je využívána pouze pro nákladní dopravu. Vlaky jedoucí dolů do Pontarlier jsou již na francouzském území, ale stále využívají švýcarský napájecí systém. Pontarlier je přestupní stanicí, kde se setkává švýcarský trakční proudový systém s napětím 15 kV o frekvenci 16,7 Hz a francouzský systém s napětím 25 kV o frekvenci 50 Hz.

## Provoz na trati

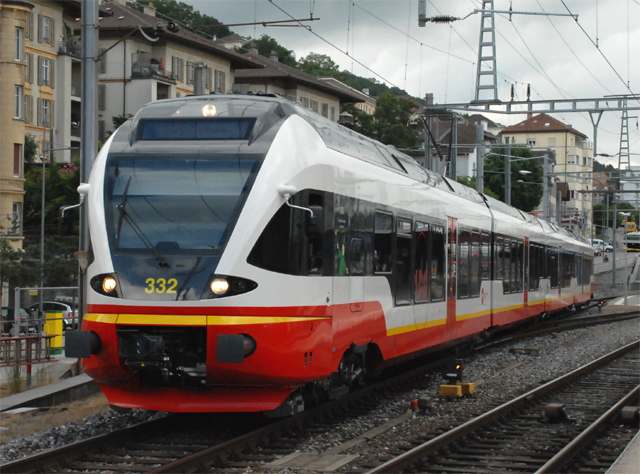
Osobní vlak z Neuchâtelu do Buttes

Tři spoje RegioExpress Neuchâtel–Frasne se zastávkami v Travers a Pontarlier zajišťují ve Frasne spojení s vlaky TGV Lyria Lausanne – Dijon – Paris Gare de Lyon. V provozu jsou regionální vlaky RABe 522 Flirt France SBB vhodné pro cestování po Francii.
Na úseku Neuchâtel–Travers jezdí každou hodinu regionální vlak ve spolupráci s Transports Régionaux Neuchâtelois (TRN), který pokračuje po trati do Fleurier a Buttes. Další vlaky jezdí v době přepravní špičky. Využívány jsou soupravy TRN RABe 527 a jednotky SBB Domino.
Úsek Les Verrières–Pontarlier je jedinou elektrifikovanou tratí s napětím 15 kV a frekvencí 16,7 Hz, kterou provozuje francouzský provozovatel infrastruktury SNCF Réseau, proto se často využívá pro zkušební jízdy s francouzskými vícesystémovými vozidly. Při frekvenci 16,7 Hz zde byla testována tehdy nová čtyřsystémová vysokorychlostní souprava Thalys a jedna z variant elektrických lokomotiv z rodiny Prima.